# Xã Gould, Quận Lincoln, Arkansas
Xã Gould (tiếng Anh: Gould Township) là một xã thuộc quận Lincoln, tiểu bang Arkansas, Hoa Kỳ. Năm 2010, dân số của xã này là 987 người.